# Секция за българска диалектология и лингвистична география
Секцията за българска диалектология и лингвистична география е звено на Института за български език към Българската академия на науките. Занимава се с изучаването, систематизирането и картографирането на българските говори.
Проблематиката на Секцията е свързана с решаването на актуални проблеми с национално значение, които са част от духовната култура на българската нация. Проучването на народните говори дава възможност да се разкрият редица специфични особености на българския език като основа на националната идентичност на българския народ и като част от културното разнообразие в Европа и света. Запазените в българските диалекти архаични особености от старобългарски и от други периоди от развоя на нашия език и тяхното изследване е принос в съхраняването на културно-историческото наследство на България. Проучването на говорите извън страната е тясно свързано с проблемите за техния български характер и за единството на българския език в съвременен и в исторически аспект.